# 安娜-莱娜·歌恩菲特

安娜-蓮娜·歌恩菲特

安娜-蓮娜·歌恩菲特（Anna-Lena Groenefeld，1985年6月4日—）在德國諾德霍恩市出生，2003年開始投身網球壇。
她只有一個單打冠軍，最高單打排名是第十四位（2006年4月17日）；而雙打方面則有九個冠軍。

## 外部連結
- 官方网站 （德文）
- 安娜-莱娜·歌恩菲特的国际女子网球协会官方資料（英文）
- 安娜-莱娜·歌恩菲特的國際網球總會 職業／青少年 官方資料（英文）
- Fed Cup - Player profile - Anna-Lena GROENEFELD (GER) （页面存档备份，存于）
- 安娜-莱娜·歌恩菲特的X（前Twitter）